# Mortaio 120-HM 38
Il mortaio 120-HM 38 o M1938 è un mortaio pesante sovietico da 120 mm che rappresenta una delle migliori realizzazioni mai concretizzate in questo campo della tecnica militare. Ancora oggi (2020) l'arma è tuttora impiegata in molte parti del mondo.

## Storia
Il M1938 era una versione migliorata del mortaio francese Brandt 120 mm Mle 1935, importato prima della capitolazione della Francia del 1940, e che rappresentava la sintesi più efficace fra peso, mobilità, semplicità e potenza di fuoco. Le granate da 120mm erano il calibro ideale in quanto, pesando 16 kg.,  erano abbastanza leggere per essere manovrate da un singolo militare ma al contempo abbastanza pesanti per un potente effetto esplosivo. L'Armata Rossa adottò prontamente il progetto francese con alcune modifiche minori riguardo al congegno di puntamento e ai comandi.
Originariamente esso era inteso per la dotazione a livello di reggimento, al posto dell'artiglieria d'accompagnamento convenzionale, di gran lunga più costosa, anche se dotata di una gittata maggiore e in alcuni casi anche della capacità di tiro diretto, oltre che del tiro indiretto come i mortai. Ma i mortai sono di gran lunga più semplici ed economici, capaci di eseguire un'azione di fuoco con le granate cadenti in traiettoria quasi verticale (cd. "tiro nel secondo arco"), ottimizzando la distribuzione delle schegge in un'area ampia, senza nemmeno la possibilità di trovare scampo dietro ostacoli come nel caso del tiro teso dei cannoni. Per questo erano e sono armi particolarmente utili per la fanteria che così è in grado di provvedere da sé al proprio sostegno di fuoco, oltre che per il fatto di essere di gran lunga più mobili in situazioni in cui la motorizzazione non era impiegabile (per esempio, in montagna), fattore di particolare rilevanza nell'Unione Sovietica dove la rete stradale era carente e inadatta al movimento di artiglierie.
Era un'arma stupefacente, distruggeva un carrarmato con 2 colpi

## Impiego operativo
Il mortaio HM-38 fu assegnato alle compagnie mortai pesanti dei reggimenti di fanteria dell'Armata Rossa, per fornire loro sostegno di fuoco in luogo dell'artiglieria da campagna, che era invece assegnata a livello di divisione. La dottrina sovietica prevedeva infatti che la fanteria restasse inevitabilmente scollegata dall'artiglieria, sul campo di battaglia, e dovesse perciò provvedere da sé all'appoggio di fuoco tattico: il mortaio rappresentava l'arma ideale per la sua combinazione di mobilità, semplicità e potenza di fuoco.
Quando i tedeschi invasero l'URSS furono molto impressionati dalla potenza di fuoco dei mortai sovietici, tanto che ne utilizzarono tutti gli esemplari catturati. Ne furono tanto più impressionati quando i mortai da 120mm, dato il loro notevole successo, vennero poi schierati dai sovietici a partire dal livello di battaglione. L'arma sovietica coniugava un'eccellente mobilità tattica (una squadra con un automezzo poteva rapidamente piazzarlo o ritirarlo in pochi minuti) a una potente granata che valeva quanto quella dell'artiglieria da campagna. Una compagnia mortai pesanti poteva sparare, dai suoi 4 pezzi, fino a 40 granate da 16kg al minuto, che risultavano in un volume di fuoco devastante. Non meno importante è il fatto che i sovietici seppero fare un uso molto efficace dei loro mortai pesanti, sfruttandone a fondo le caratteristiche di mobilità e volume di fuoco.
La reazione tedesca fu quella di mettere in servizio le armi sovietiche di preda bellica, col nome 12-cm Granatwerfer 378(r) ma non tardarono a mettere in linea anche le loro copie 12 cm Granatwerfer 42 direttamente prodotte in Germania, mentre anche l'Italia avanzò un programma per riequipaggiarsi con armi da 120 mm, che però nel 1943 erano ancora in fase di distribuzione iniziale. I rumeni produssero una copia denominata Reșița Model 1942. Del resto, i tedeschi nel contempo stavano sostituendo i cannoni da accompagnamento da fanteria (s.IG e l.IG) proprio con i mortai da 120 mm, reputandoli più efficaci nell'appoggio di fuoco.

## Specifiche tecniche
Versione prodotta in URSS del mortaio francese Brandt Mle 1935, il HM-38 ne riprendeva lo schema generale, molto semplice: piastra di appoggio circolare, bocca da fuoco, e affusto a bipiede, tutto in acciaio. Conformemente alle realizzazioni sovietiche, è un'arma robusta e solidissima.
In assetto di movimento l'HM 38 veniva trainato con un telaio su ruote e un leggero avantreno, tramite l'orecchione anteriore fissato alla volata con una fascia a vite. L'avantreno era dotato anche di 12 colpi di pronto impiego. Un autocarro leggero o una pariglia di cavalli era sufficiente per il movimento. La movimentazione era semplice e rapida, per cambiare in fretta la posizione: piastra e bipiede erano lasciati sempre montati, per cui per mettere in batteria l'arma era sufficiente sganciarla dal traino, ruotarla fino a poggiare la piastra a terra, estendere il bipiede e sganciare l'avantreno. Il tutto è rapido e facile e dà al mortaio sovietico una mobilità tattica molto utile, che rappresenta uno dei maggiori pregi dell'arma.
La bocca da fuoco è ad anima liscia, con bipiede e congegni di puntamento laterali. Le granate erano esplosive o nebbiogene ma esistevano anche quelle chimiche, non utilizzate. Un inconveniente degno di nota del mortaio sovietico era la tendenza a sprofondare la piastra d'appoggio nel terreno durante le azioni di fuoco prolungate. Per ovviare questo problema, nel 1943 venne ideato il modello PM-43, con molle di ammortizzazione sull'affusto. Questo mortaio è ancora oggi utilizzato in numerose parti del mondo.